# Fritz Becker (football)
Pour les articles homonymes, voir Fritz Becker et Becker.
Fritz Becker (13 septembre 1888 à Francfort-sur-le-Main – 22 février 1963) est un footballeur allemand.

## Biographie
Il joue pour le FC Germania 1894 de Francfort avant de passer au FC Kickers Frankfurter (plus tard connu comme Eintracht Francfort). Il évolue à Francfort de 1904 à 1921.
Becker fait partie de l'équipe nationale d'Allemagne qui dispute le 5 avril 1908 son tout premier match international, contre la Suisse. Au début de ce match amical, Becker marque le premier but de l'histoire pour l'équipe d'Allemagne. Le seconde but qu'il inscrit en seconde période ne peut empêcher les Allemands de s'incliner, 5 à 3.